# Arthur Pauli

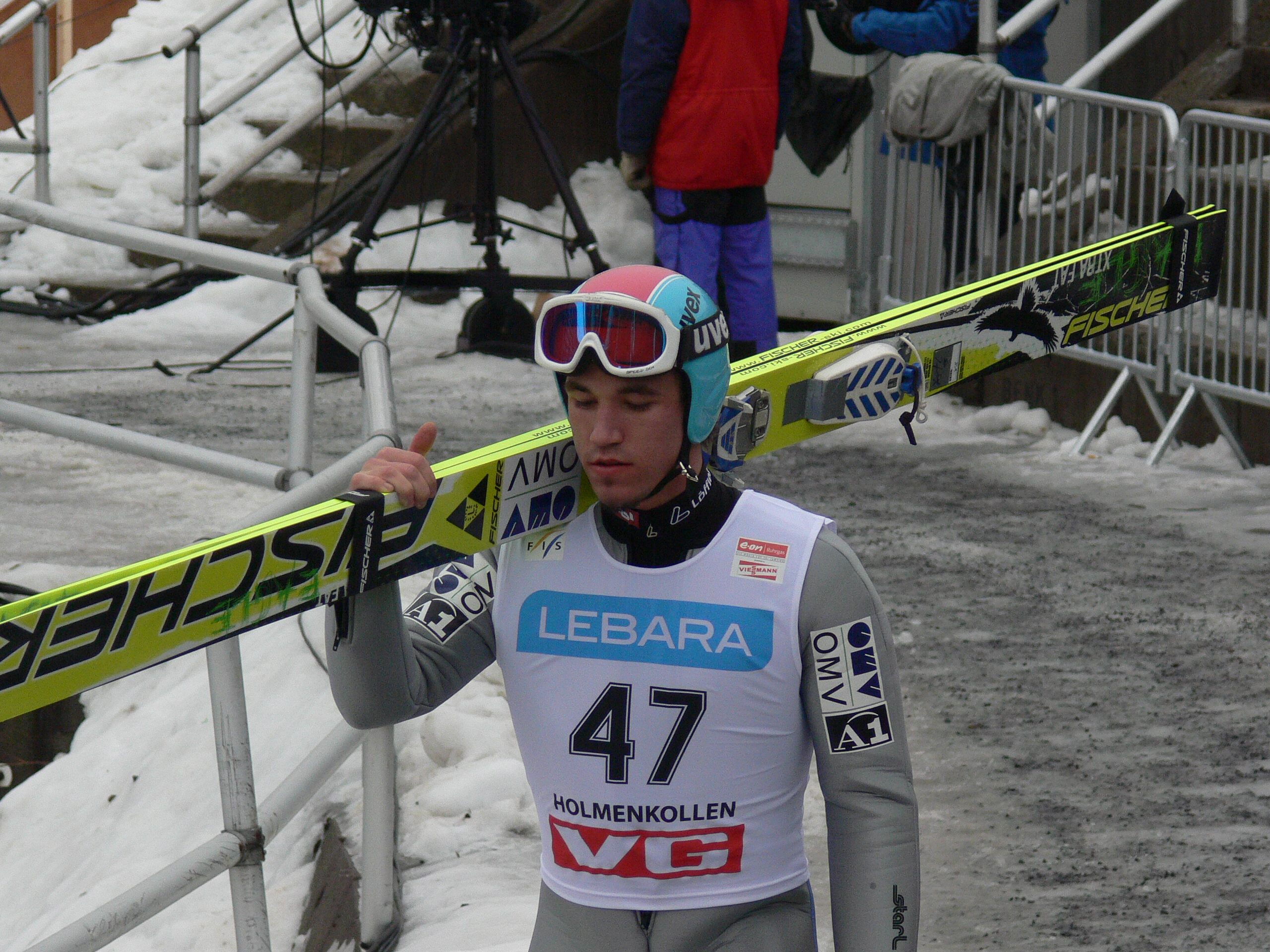
Arthur Pauli i Holmenkollen 2008

Arthur Pauli, född 14 maj 1989 i Ehenbichl i distriktet Reutte i Tyrolen, är en österrikisk tidigare backhoppare och nuvarande backhoppstränare. Han representerade SC Ehrwald. 

## Karriär
Arthur Pauli debuterade internationellt i FIS-cupen ("C-tävling" efter världscupen och kontinentalcupen) i normalbacken i Trampolino Giuseppe dal Ben i Predazzo i Italien. Han blev nummer 3 i sin första internationella tävling. Pauli startade i kontinentalcupen på hemmaplan i Seefeld in Tirol 1 januari 2005. Där blev han nummer 21. 
I junior-VM mars 2005 i Rovaniemi i Finland blev han nummer 4 med det österrikiska laget, efter segrande Slovenien, Polen och Finland. Österrike, med bland andre Gregor Schlierenzauer, var 3,0 poäng från en bronsmedalj. I den individuella tävlingen blev Pauli nummer två och silvermedaljör. Arthur Pauli startade också i junior-VM 2006 i Kranj i Slovenien. Där misslyckades han i individuella tävlingen och blev nummer 21. I lagtävlingen vann han guldet tillsammans med lagkamraterna Mario Innauer, Thomas Thurnbichler och Gregor Schlierenzauer. Österrike vann 2,9 poäng före slovenske hemmalaget och 29,8 poäng före Japan. I junior-VM 2007 i Tarvisio i Italien blev han nummer 20 och i lagtävlingen blev det en 11:e plats.
Innan junior-VM 2007 debuterade Pauli i världscupen, på hemmaplan i Innsbruck 4 januari 2007 under tysk-österrikiska backhopparveckan. Han blev nummer 34. Två dagar senare, i avslutningstävlingen i backhopparveckan i Bischofshofen, blev Pauli nummer 6. Pauli hade sin bästa säsong i världscupen 2007/2008 (blev nummer 21 sammanlagt) och i backhopparveckan samma säsong (blev nummer 17 sammanlagt). Han vann lagtävlingen i världscupen i Willingen i Tyskland 11 februari 2007. Från sommaren 2008 tävlade Pauli enbart i kontinentalcupen och i FIS-cup. Han avslutade backhoppskarriären 2010, 21 år gammal.

## Senare karriär
Efter avslutad aktiv idrottskarriär har Arthur Pauli varit verksam som backhoppstränare. Sommaren 2011 blev Pauli chefstränare för både dam- och herrlandslaget i Nederländerna.